# Ça fait suer !
Ça fait suer ! est le quatrième tome de la série Journal d'un dégonflé,,. Il est écrit et illustré par Jeff Kinney. Le livre est sorti en version originale le 12 octobre 2009.

## Résumé

### Juin
Greg raconte que Trista ne s'intéresse plus à lui ni à Robert depuis qu'elle a rencontré un maître nageur. Greg profite donc de son été avec Robert, dont le père est membre d'un Country Club. Sa mère Susan voudrait qu'il aille à la piscine municipale et non à la plage, en raison du budget très mince des Heffley. Mais il refuse pour tout un tas de raisons. En revanche, c'est avec plaisir qu'il passe du temps chez le coiffeur de sa grand-mère. Susan, pour sa part, voudrait que Greg ait des activités qui soient moins en rapport avec les écrans et créé un club de lecture, mais Greg en devient très vite le seul membre. Greg et Robert ont une soirée pyjama ensemble mais ils empruntent un film d'horreur qui appartient à Rodrick et se retrouvent terrorisés. L'anniversaire de Greg approche et il reçoit de l'argent, dont Susan se sert pour payer les 83 dollars d'amende qu'ils devaient , Robert et lui, au Country Club. Greg doit par ailleurs affronter d'autres problèmes comme le commencement d'une entreprise de tonte de pelouse avec Robert et le fait que sa mère veuille le rapprocher de Frank. Il reçoit par ailleurs des cadeaux idiots comme un faux téléphone et assiste impuissant à l'engloutissement d'une moitié du gâteau par le chien de son oncle Joe, lequel régurgite tout par la suite. Alors que Susan veut réconforter son fils en l'emmenant avec Rodrick acheter un poisson dans un aquarium, un accident survient.
Ensuite a lieu la fête des pères. Les Heffley rendent visite au grand-père de Greg qui avoue dans sa jeunesse avoir commis un impair avec le chien de Frank. Lui est tellement énervé qu'il décide d'acheter un chien, que Greg ne supporte pas. Par ailleurs, par la faute de Rodrick, le chien porte le mon de Crasse a cause de sa myopie.

### Juillet
Le jour de la fête nationale, les Heffley se rendent à la piscine où Greg avale accidentellement une graine de pastèque, alors qu'il essaie aussi de séduire la sœur d'Holly, sans vraiment y parvenir. Il remarque que celle-ci occupe un poste de maître nageur et qu'elle ira en université l'année prochaine.

### Août
Greg passe les vacances avec Robert et sa famille. Ils vivent un mauvais séjour car Greg ne supporte pas d'être traité comme un enfant. Pire encore, Frank voulait lui proposer de voir un match de base-ball avec lui, mais Greg a alerté la police à la suite d'une méprise. Greg perd un concours de jeux vidéos que Robert gagne, mais parvient tout de même à se réconcilier avec son père car ils détestent tous les deux une BD qui est parue dans un journal et qui ne s'arrêtera pas,  puisque le fils du dessinateur prend sa suite. L'histoire se finit avec Susan ayant posté des photos avec des légendes ne correspondant pas vraiment à celles que Greg a vécues.